# Dionizije Dvornić
Dionizije Dvornić (27. dubna 1926 – 30. října 1992) byl chorvatsko-jugoslávský fotbalový útočník, který v 50. letech 20. století hrál za Dinamo Záhřeb v jugoslávské první lize.
Během svého působení v Dinamu vyhrál jeden jugoslávský pohár (1951) a jugoslávský ligový titul (1954). Za Dinamo odehrál celkem 304 zápasů a vstřelil 161 gólů, z toho 47 v ligových zápasech.

## Klubová kariéra
Před příchodem do Dinama hrál za NK Udarnik (který byl v roce 1947 přejmenován na NK Proleter a později sloučen s dnešním NK Osijek). Po odchodu z Dinama strávil čtyři roky v NK Záhřeb, poté odešel do zahraničí a kariéru ukončil ve Švýcarsku.

## Reprezentační kariéra
Dvornić debutoval za Jugoslávii v přátelském utkání proti Francii 18. října 1953 v Záhřebu a připsal si 6 startů, ve kterých vstřelil jeden gól. Reprezentoval Jugoslávii na Mistrovství světa ve fotbale 1954, kde se Jugoslávie dostala do čtvrtfinále, kde byla vyřazena Německem. Jeho posledním reprezentačním utkáním bylo přátelské utkání v září 1954 proti Sársku.

## Úspěchy
- Jugoslávská Prva liga
  - Vítěz (1): 1953/54
  - 2. místo (1): 1951
- Jugoslávský pohár
  - Vítěz (1): 1951
  - Poražený finalista (1): 1950